# 奥蒂略德坎波斯
奥蒂略德坎波斯，是西班牙卡斯蒂利亚-莱昂帕伦西亚省的一个市镇。 总面积31平方公里，总人口192人（2001年），人口密度6人/平方公里。